# Ius novum
Ius novum foi uma categoria do direito romano, que compreendia as leis produzidas durante o período imperial, notadamente as senatusconsulta e constituições imperiais. Ela é mencionada em algumas fontes antigas, mas tornou-se mais utilizada na literatura moderna.